# チゴダラ科
チゴダラ科（Moridae)はタラ目に所属する魚類の分類群の一つ。18属108種で多くは底生性の深海魚であるが、一部に沿岸域・汽水域に生息する種類もいる。

## 分布
全世界の水深2500mを超える深海から沿岸域や汽水域に分布する。

## 形態
背鰭の数は1か2でまれに3。臀鰭も1または2。顎ヒゲの有無などは種によってさまざま。耳石には後方に伸びる明瞭な突起があり、本科の特徴の一つとなっている。一部の種類は発光器をもつ。

## 生態
他のタラ目の魚同様、魚類や甲殻類を食す。また、深海の生態系を支える重要な魚類である。

## 分類
18属108種がいるとされている。ここでは、全属とその属に代表される種を列挙した。

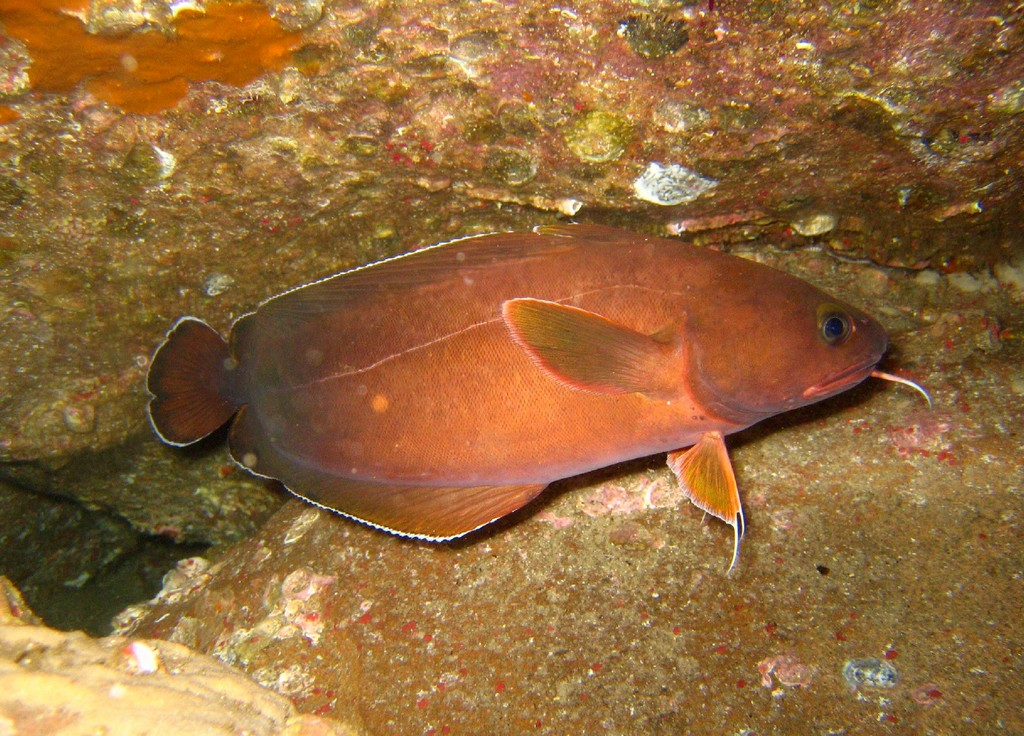
（イソアイナメ属）

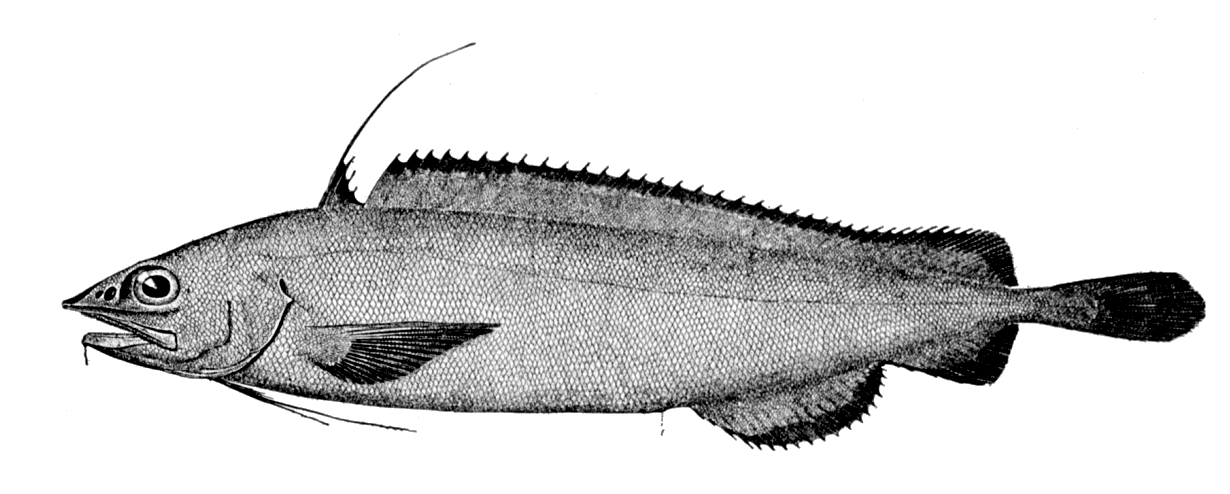
カナダダラ （カナダダラ属）

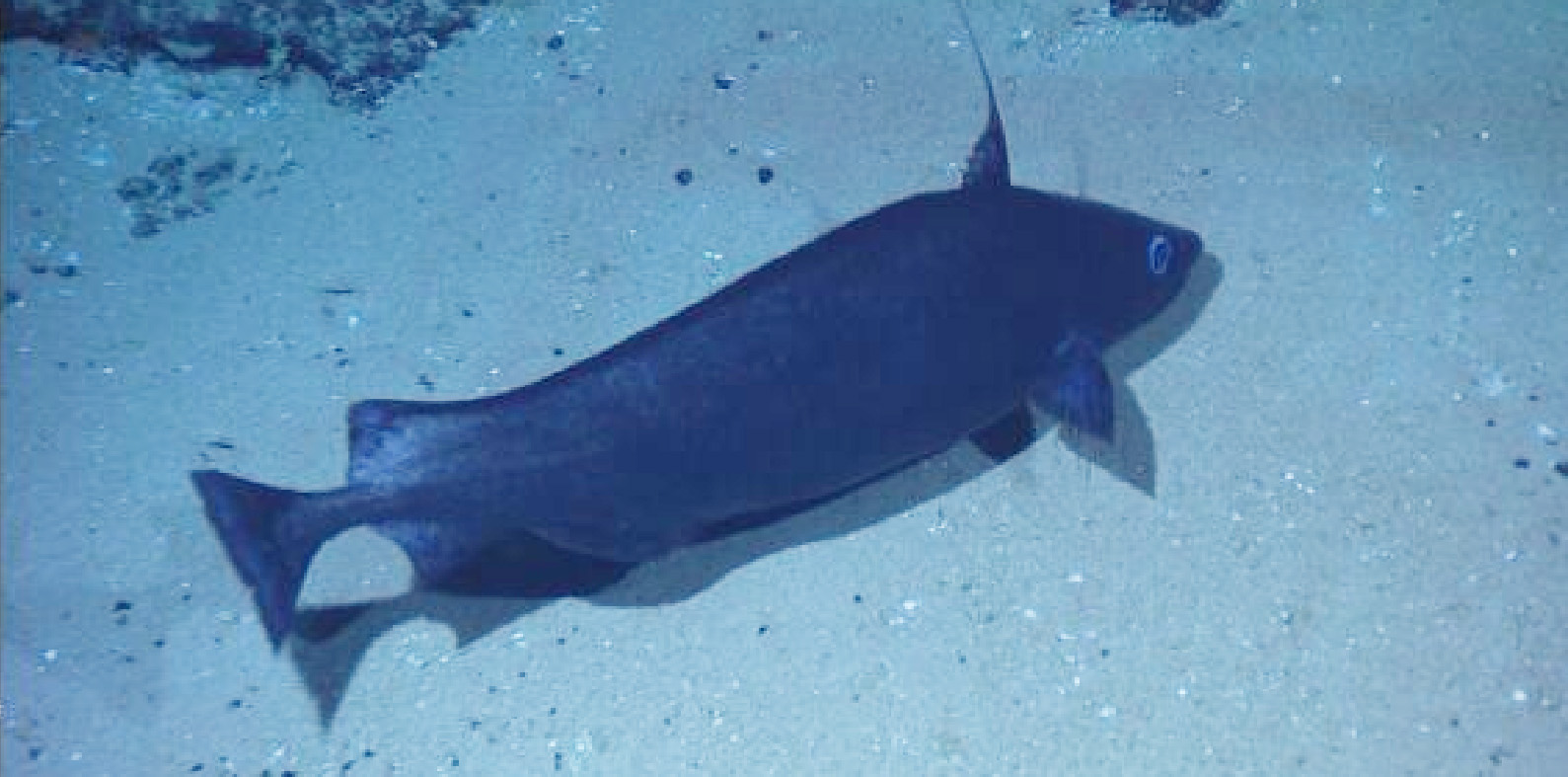
カナダダラ （カナダダラ属）

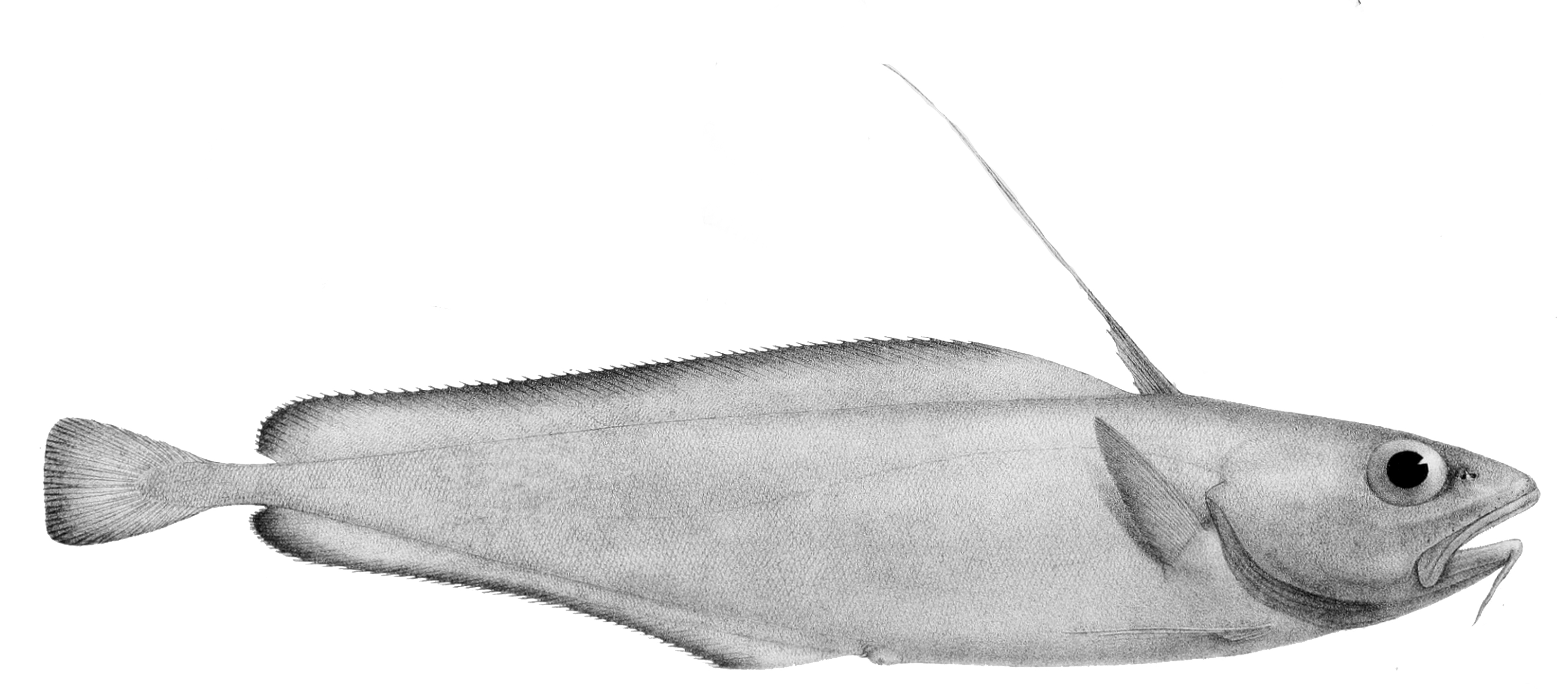
ソコクロダラ （ソコクロダラ属）

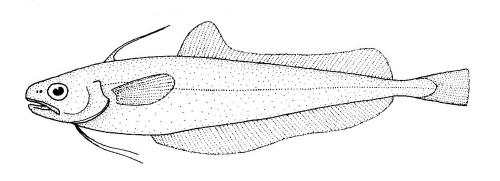
（Auchenoceros属）

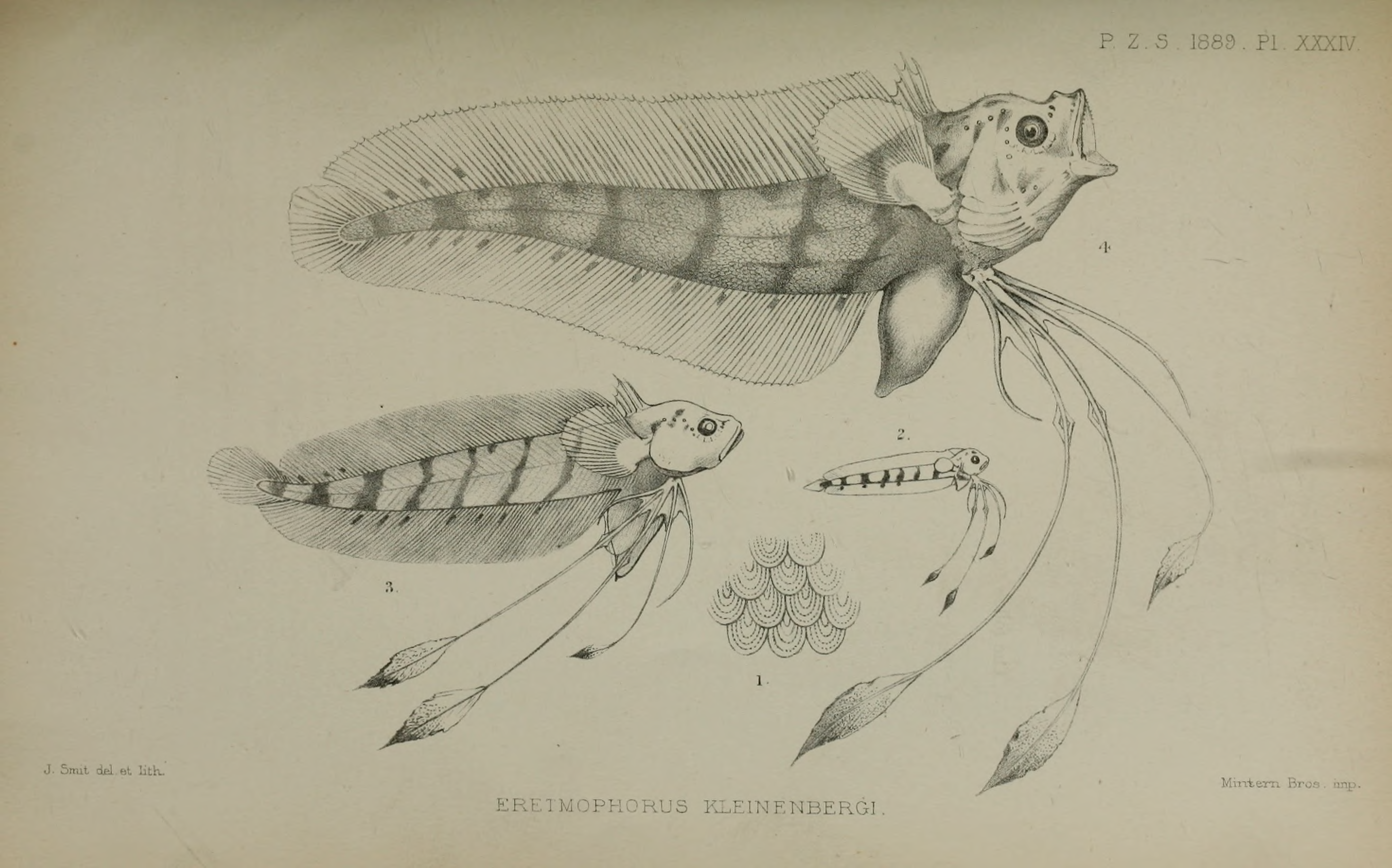
（Eretmophorus属）

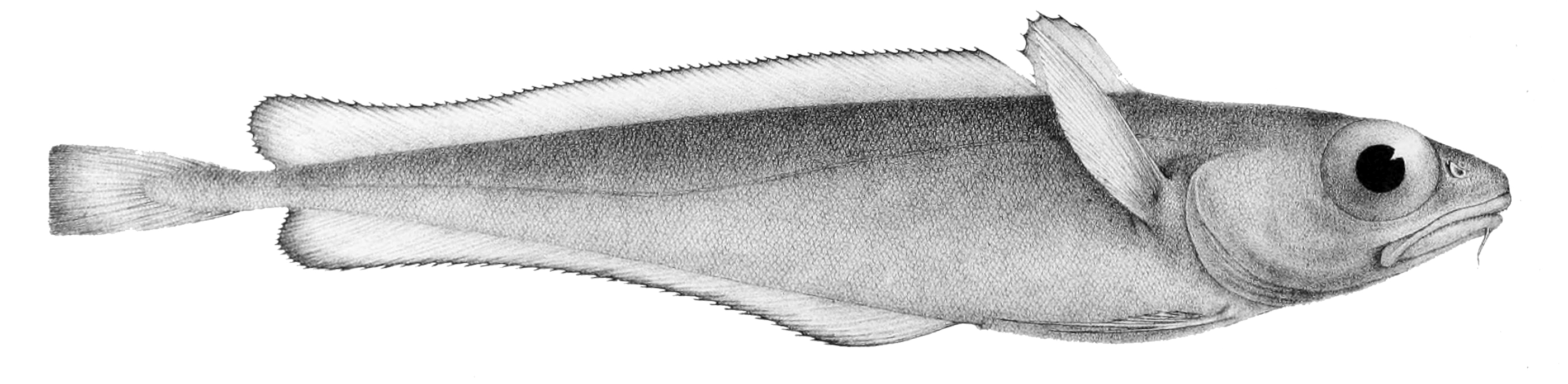
（Notophycis属）

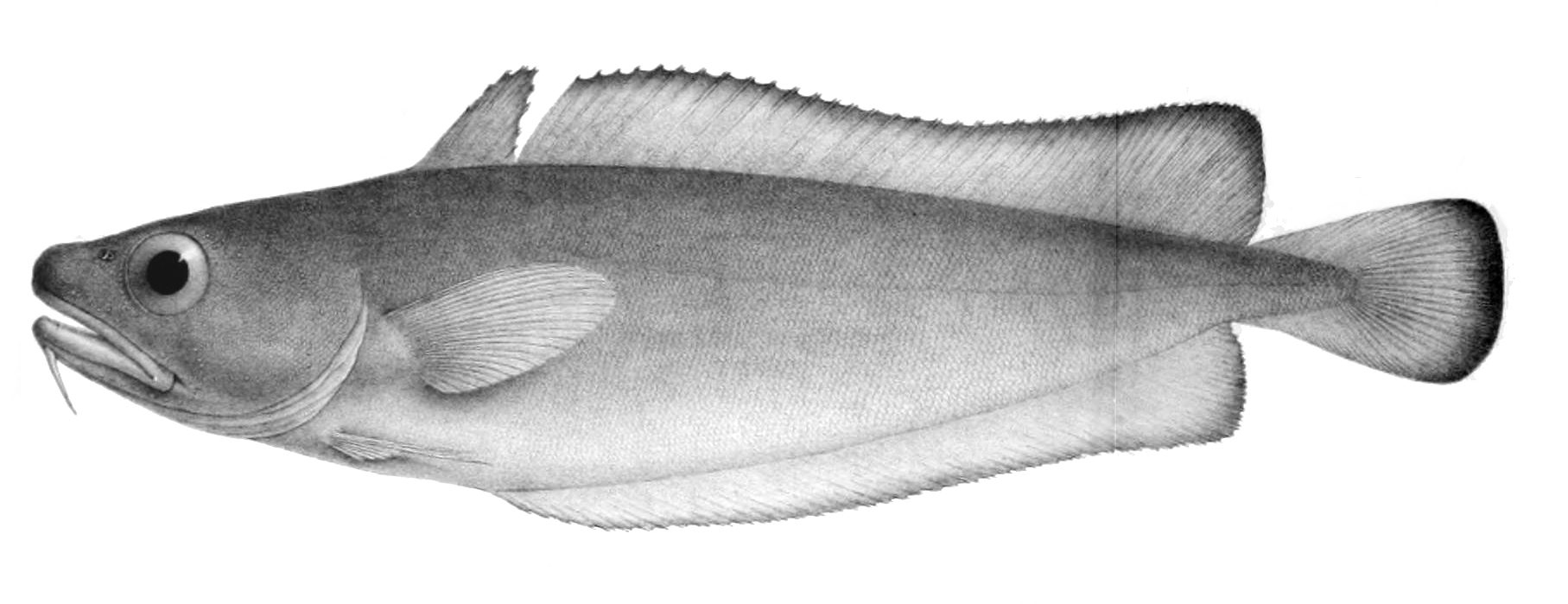
（Salilota属）

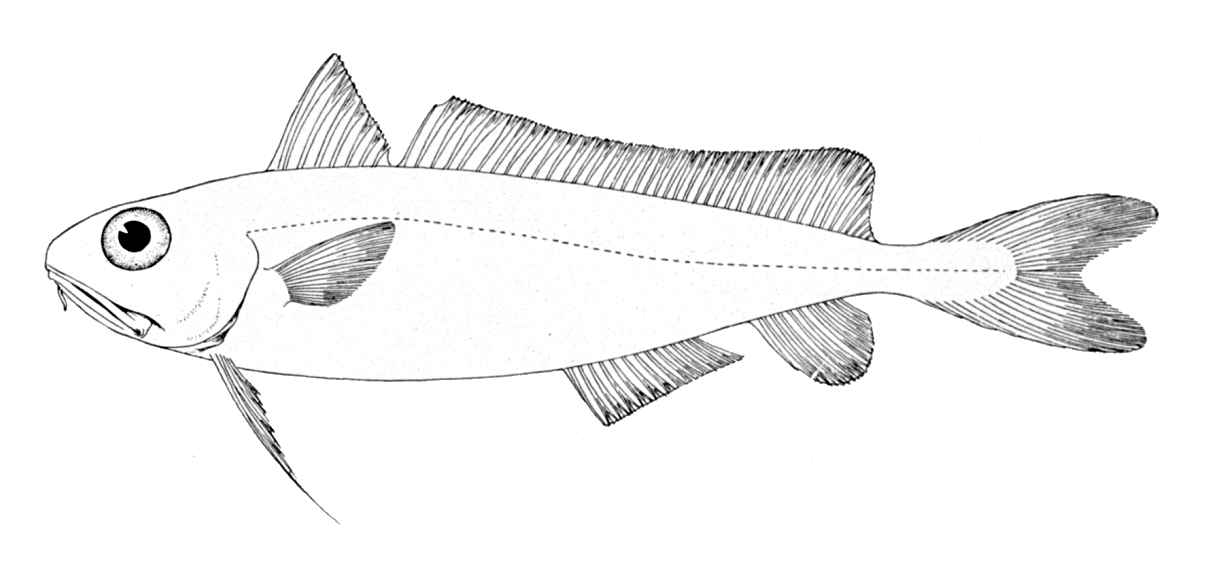
（Mora属）

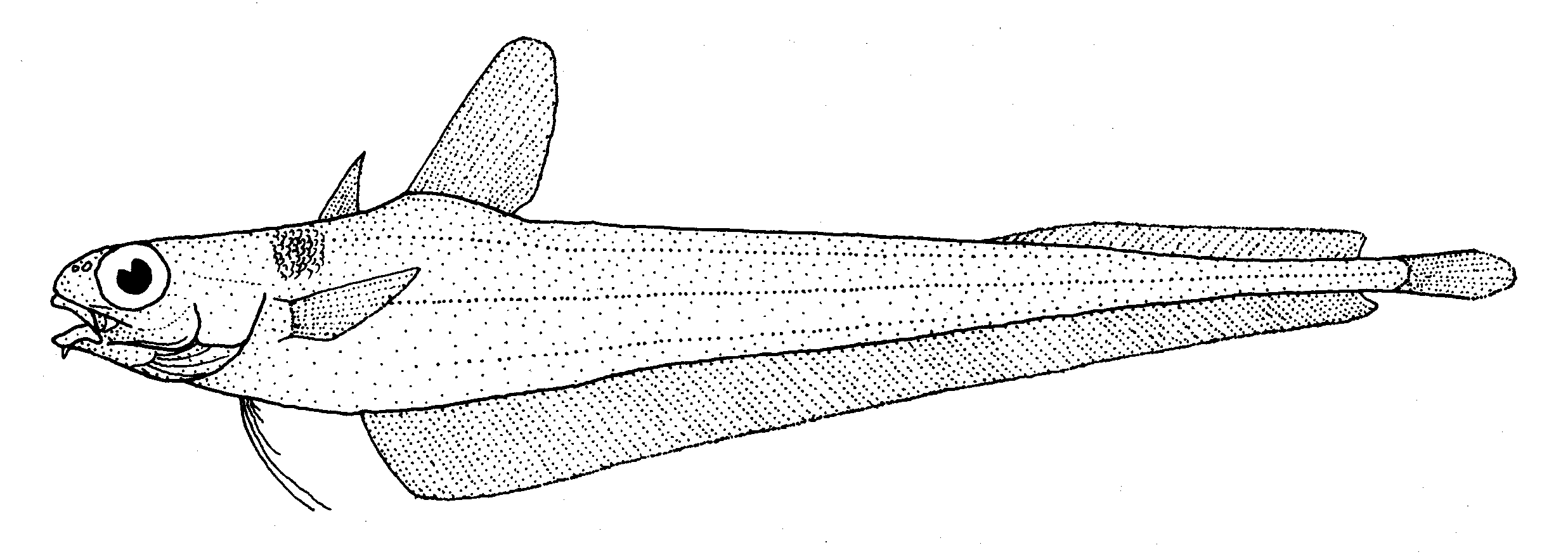
（Tripterophycis属）

### イソアイナメ属
イソアイナメ属（Lotella）は世界に６種がいる。上顎外側に1列の大きな歯があり、小さな歯からなる内側の歯帯と分離している。発光器が無い。
- イソアイナメ
- ホソダラ　　　など

### イトヒキダラ属
イトヒキダラ属（Laemonema)は世界に18種が生息する。
- クロダラ
- パラオイトヒキダラ
- ヒメダラ
- ホテイイトヒキダラ　　　など

### カナダダラ属
カナダダラ属（Antimora）は世界に2種が生息する。
- カナダダラ　　　など

### カラスダラ属
カラスダラ属（Halargyreus）は世界にカラスダラ1種のみが生息する。チリ、アルゼンチン、パタゴニア、ニュージーランド、日本に分布する。頭は大きく，体長は頭長の約4倍。口は大きく斜位で伸出する。臀鰭42～53軟条、胸鰭16～18軟条、腹鰭6～7軟条
。　　　

### ソコクロダラ属
ソコクロダラ属（Lepidion）は世界に9種が生息する。
- キタノクロダラ
- ソコクロダラ（ヒゲダラとも呼ばれる[7]）　　　など

### チゴダラ属
チゴダラ属（Physiculus）は世界に42種が生息する。
- アカチゴダラ
- オシャレチゴダラ
- チゴダラ(エゾイソアイナメは新参異名)
- バラチゴダラ
- ヒレグロチゴダラ　　　など

### ナガチゴダラ属
ナガチゴダラ属（Gadella)は世界に3種が生息する。
- - ナガチゴダラ　　　など

### プセウドフィキス属
プセウドフィキス属（Pseudophycis)は世界に3種が生息する。
- ノーザンバスタードコッドリング　　　など

### ヒメダラ属
ヒメダラ属Guttigadus)は世界に7種が生息する。
- ヒメダラ　　　など

### Auchenoceros属
Auchenoceros属は世界にpunctatus1種のみがいる。

### Eeyorius属
Eeyorius属は世界にEeyorius hutchinsi1種のみが生息する。

### Eretmophorus属
Eretmophorus属は世界にkleinenbergi1種のみが生息する。

### Mora属
Mora属は世界にMora moro1種のみが生息する。

### Notophycis属
Notophycis属は世界に2種が生息する。

### Rhynchogadus属
Rhynchogadus属は世界にRhynchogadus hepaticus1種のみが生息する。

### Salilota属
Salilota属は世界にSalilota australis１種のみが生息する。

### Svetovidovia属
Svetovidovia属は世界にSvetovidovia lucullus１種のみが生息する。

### Tripterophycis属
Tripterophycis属は世界に２種が生息する。